# Клан Рутвен

Нашоломник клану Рутвен.

Герб вождів клану Рутвен та графів Говрі.

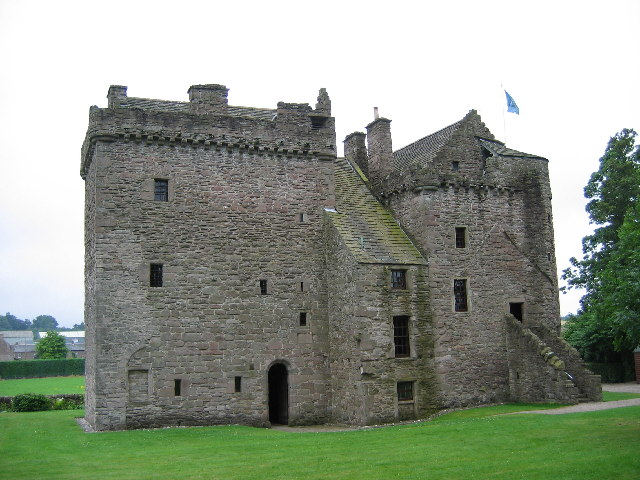
Замок Гантінгтауер.

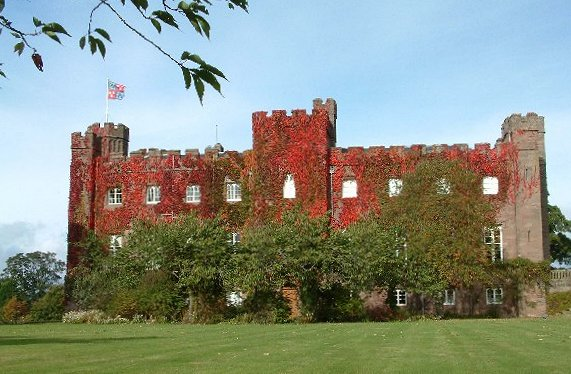
Замок Сконе-палац.

Клан Рутвен (шотл. - Clan Ruthven) - клан Рівен - один з кланів рівнинної частини Шотландії - Лоулендсу. 
Гасло клану: Deid schaw - Справи скажуть (гельск.)
Землі клану: Пертшир, Східний Лотіан, Мідлотіан
Вождь клану: Олександр Патрік Грейстейл Рутвен - II граф Говрі, віконт Рутвен, барон Рутвен Говрі, барон Говрі з Канберри та Дірлтону
Резиденція вождя клану: Замок Гантінгтауер
Гілки клану Рутвен: Рутвен Говрі, Рутвен Фріленд
Союзні клани: Монкріф
Ворожі клани: Чартеріс

## Історія клану Рутвен

### Походження клану Рутвен
Назва клану Рутвен територіальна. У давні часи клан володів землями Рутвен, що в Пертширі. Назва Рутвен походить від гельського слова Руадайнн (гельск. - Ruadhainn), що означало фортеця (замок) на височині. Вважається, що рід вождів клану походить від вікінгів. Спочатку вожді клану Рутвен оселилися в Східному Лотіані, але в XII столітті переселилися в Пертшир. 
У 1188 - 1199 роках в документах згадується вождь клану Свейн (норв. - Swein) - явно скандинавського походження, що передав землі Тіббермор монахам Сконе. Онук Свейна - сер Волтер Рутвен був першим, хто прийняв прізвище Рутвен.  

### XIV століття - Війна за незалежність Шотландії
Наприкінці XIII століття, користуючись тим, що трон Шотландії виявився вакантним, король Англії Едвард І Довгоногий захопив трон Шотландії і примусив вождів шотландських кланів присягнути йому на вірність і підписати відповідний документ - «Рагман Роллс». Вождь клану Рутвен - сер Волтер Рутвен двічі присягав на вірність королю Англії - у 1291 та в 1296 роках. Але не дивлячись на це він у 1292 році підтримав повстання Вільяма Воллеса за незалежність Шотландії - надіслав йому 30 воїнів до його війська під час облоги міста Перт. Потім він підтримав Крістофера Сітона при обороні міста Джетбург, що не визнавало влади Англії. У 1313 році місто Перт було звільнене і захищене від нападів англійських військ. Король вільної Шотландії Роберт Брюс призначив шерифом королівського міста вождя клану Рутвен - сера Вільяма Рутвена шерифом міста, яке в ті часи називалося місто святого Джонстона. 

### XV - XVI століття

#### Англо-шотландські війни
Нащадок сера Вільяма Рутвена - сер Вільяма Рутвен Балкернох був три роки заручником а Англії під час викупу з полону короля Шотландії Джеймса І. Сер Вільям Рутвен був відомим шляхтичем в тодішній Шотландії. Його прибутки з володінь близько 400 мерків землі становили більше 100 фунтів стерлінгів на рік, що на той час було великою сумою. У 1488 році його правнук отримав титул лорда парламенту Шотландії. Титул лорд Рутвен дарував йому король Шотландії Джеймс III. Він був двічі одружений і його сини від першої дружини отримали лист легітимації в 1480 році. Старший син - Вільям, майстер Рутвен був убитий в битві під Флодден в 1513 році.

#### Війна з кланом Чартеріс
Вожді клану Чартеріс - Чартеріс Кінфаунс отримали свої землі в нагороду за підтримку Роберта Брюса під час повстання за незалежність Шотландії. Проте виникла ворожнеча між кланами Рутвен та Чартеріс. Клан Рутвен фактично контролював місто Перт опираючись на свій замок Гантінгтауер. У 1544 році лорд Патрік Рутвен був обраний головою міста Перт, але внаслідок втручання кардинала Бітона він був позбавлений цієї посади і замість нього головою міста Перт був призначений Чартеріс Кінфаун. Місто відмовився визнати головою міста Чартеріса і замкнуло ворота, коли він намагався в’їхати в місто. Чартеріс разом з лордом Грей та вождем клану Леслі напали на місто. Проте, їхні загони були відбиті кланом Рутвен. Допомогу клану Рутвен надав клан Монкріф. У результаті цього вождь клану Рутвен залишився головою міста Перт до 1584 року, коли Вільям Рутвен - граф Говрі був страчений. Джон Чартеріс був убитий спадкоємецем графа на вулиці Хай-стріт в Единбурзі в 1552 році.

#### Вбивство Девіда Річі
У 1556 році Патрік Рутвен - III лорд Рутвен і його син Вільям, були в числі спільників лорда Дарнлі під час змови, коли фаворит і секретар королеви Марії І Стюарт був вбитий у присутності королеви в замку Голіруд. Обидва Рутвени втекли до Англії. Вільям Рутвен повернувся до Шотландії  і успадкував титули, отримавши королівське помилування. Він був одним з людей, які супроводжували королеву в замок Лох-Левен, де вона була змушена зректися престолу. Лорд Вільям Рутвен був скарбником Шотландії під час правління малолітнього короля Джеймса VI і в 1581 році він отримав титул І графа Говрі. 

#### Рейд клану Рутвен
У 1582 році клан Рутвен і його вождь - граф Говрі викрали короля Шотландії Джеймса VI, щоб усунути його від впливу графа Леннокса і графа Арран. Ця подія ввійшла в історію як «рейд Рутвен». Король був полоненим клану Рутвен протягом десяти місяців, і коли він нарешті звільнився, він пробачив графу Говрі це викрадення і полон, але пізніше граф Говрі був заарештований в 1584 році, був звинувачений у «державній зраді» і втратив голову на ешафоті. 

#### Змова Говрі
У 1586 році маєтки клану Рутвен були повернені спадкоємцю - Джеймсу Рутвену - II графу Говрі - сину Вільяма Рутвена. Але Джеймс Рутвен помер два роки по тому у віці 13 років і його маєтки успадковував його брат - Джон Рутвен - III граф Говрі. Джон Говрі практикував чорну магію і захоплювався містицизмом. У 1600 році він і його брат Олександр Рутвен були вбиті в своєму міському будинку в Перті. Ця подія ввійшла в історію як «Змова Говрі». Брати Рутвен були оголошені зрадниками парламентом Шотландії, хоча ніяких доказів того, що вони готували змову з метою повалення короля не було. Для клану Рутвен настали погані часи. Клан був оголошений поза законом.

### XVII століття - громадянська війна на Британських островах
У 1651 році сер Томас Рутвен - нащадок II лорда Рутвен частково відновив репутацію сім'ї, коли він отримав титул в пера як лорд Рутвен Фріленд. 
Патрік Рутвен - І граф Брентфорд (бл. 1573 - 1651) був нащадком сера Вільяма Рутвен - І лорда Рутвена. Він служив королю. Швеції, воював у лавах його армії, вів переговори від імені короля Швеції Густава Адольфа під час Тридцятилітньої війни. У Німеччині він воював разом зі своїми племінниками - полковником Френсісом Рутвеном і генерал-майором Джоном Рутвеном.
Патрік Рутвен - І граф Брентфорд взяв участь у громадянській війні на Британських островах. Він підтримав роялістів та короля Карла I під час Війни Трьох Королівств, в результаті чого обидва полковника Рутвена та генерал-майор Джон Рутвен стали ворогами парламенту та Олівера Кромвеля. Сер Томас Рутвен - І лорд Рутвен Фліленд (пом. 1673) отримав титул лорда Рутвен Фріленд від короля Англії та Шотландії Карла II у 1651 році. Його син - Девід Рутвен успадкував титул II лорда Рутвен Фріленд. 

### Відомі люди з клану Рутвен у XVIII - XX століттях
- Девід Рутвен - II лорд Рутвен Фріленд помер неодруженим в квітні 1701 році. Титул баронеси Рутвен отримала його сестра Джейн Рутвен.
- Джейн Рутвен (пом. 1722 року) - на думку деяких дослідників вона не мала права успадкувати титул пера для своїх нащадків. Їй успадкувала Ізабель Рутвен.
- Ізабель Рутвен (пом. 1732 року) - дружина Джеймса Джонсона, що прийняв прізвище Рутвен щоб успадкувати маєтки клану рутвен. Вони мали сина Джеймса Рутвена.
- Джеймс Рутвен (пом. 1783 року) - успадкував титули лорда і пера. Це дозволило йому голосувати на виборах шотландських перів. У 1853 році баронство Рутвен знову успадкували люди жіночої статі.
- Мері Елізабет Торнтон (бл. 1784 - 1864) - дружина Вальтера Гора (пом. 1878 року). Вона і її чоловік взяли прізвище Гор-Рутвен. Їхнім онуком був Волтер Джеймс Гор-Рутвен.
- Волтер Джеймс Гор-Рутвен - став восьмим бароном Рутвен у 1864 році. Його другим сином був Олександр Гор-Рутвен.
- Олександр Гор-Рутвен - І граф Говрі (1872 - 1955) - за численні заслуги (в тому числі на посаді генерал-губернатора Австралії) повернув собі титули вождів клану Рутвен (спочатку титул барона Говрі у 1934 році, а потім титул графа Говрі в 1944 році).

## Замки клану Рутвен
- Замок Гантінгтауер (шотл. - Huntingtower Castle)
- Замок Дірлетон (шотл. - Dirleton Castle)
- Замок абатства Сконе (шотл. - Scone Abbey)
- Замок Сконе-палац (шотл. - Scone Palace)
- Замок Говрі-хаус (шотл. - Gowrie House)
- Замок Фліленд-хаус (шотл. - Freeland House) (тепер школа Страхаллан)
- Замок Трохрі (шотл. - Trochrie Castle)